# Râul Murătoarea
Râul Murătoarea este un curs de apă, afluent al râului Bălăneasa. 

## Hărți
- Harta Județului Buzăului